# Uldis Dumpis
Uldis Dumpis, né Uldis Reinis Dumpis le 3 octobre 1943 à Bauska en Reichskommissariat Ostland (aujourd'hui Lettonie) est un acteur letton.

## Biographie
Uldis Dumpis est né dans la famille de Teodors Reinis Dumpis et Lilija Dumpe (née Ramane). Son père était à l'époque étudiant à la faculté juridique de l'Université de Riga, la mère - étudiante à la faculté philologique. En 1943, Teodors Dumpis a été appelé dans l'armée allemande. Il a disparu sur le front. À la fin de la Seconde Guerre mondiale Lilija Dumpe travaillait comme institutrice.
Uldis Dumpis est scolarisé à  l'école de Īslīces pagasts, puis, à l'école secondaire de Pilsrundāle et à l'école de Bauska. Il sort diplômé du conservatoire de Riga en 1965 et commence, la même année, à travailler au théâtre National de Lettonie où se déroulera pratiquement toute sa carrière. Son début cinématographique a lieu dans le film "Armée de bergeronnette" (Cielaviņas armija, 1964) de Aleksandrs Leimanis.
Sa biographie Zemgalietis écrite par Līga Blaue parait en 2015. Le président de Lettonie Raimonds Vējonis assiste à la présentation du livre et prononce un discours qui rend l'hommage à l'artiste.

## Distinctions
- 1977 - Artiste émérite de la République socialiste soviétique de Lettonie
- 1985 - Prix Andrejs Pumpurs
- 1987 - Artiste du peuple de la République socialiste soviétique de Lettonie
- 1995 - Prix Alfreds Amtmanis-Briedītis

## Filmographie
- 1964 : Cielaviņas armija, (Riga Film Studio)
- 1965 : "Tobago" maina kursu,
- 1965 : Sūtņu sazvērestība,
- 1966 : Uz 26.-to nešaut, (Uzbekfilm)
- 1968 : Vairogs un zobens, (Mosfilm)
- 1969 : Stari stiklā,
- 1969 : Trīskārtējā pārbaude,
- 1969 : Līvsalas zēni,
- 1971 : Pilsēta zem liepām,
- 1971 : Mēs esam četri, (Kazakhfilm)
- 1971 : Meldru mežs,
- 1971 : Tauriņdeja,
- 1972 : Ceplis de Rolands Kalnins : Briedis
- 1972 : Peterss,
- 1973 : Pūt, vējiņi!,
- 1973 : Oļegs un Aina,
- 1973 : Šahs briljantu karalienei,
- 1974 : Uzbrukums slepenpolicijai,
- 1974 : Gaisma tuneļa galā,
- 1975 : Melnā vēža spīlēs,
- 1975 : Paradīzes atslēgas,
- 1975 : Liktenim spītējot,
- 1976 : Liekam būt,
- 1977 : Vīrietis labākajos gados,
- 1977 : Un rasas lāses rītausmā,
- 1977 : Apmaiņa (Lituanie)
- 1977 : Atspulgs ūdenī,
- 1978 : Tavs dēls,
- 1978 : Rallijs,
- 1979 : Nakts bez putniem,
- 1979 : Satikšanās,
- 1980 : Cīrulīši,
- 1980 : Spāņu variants,
- 1980 : Novēli man lidojumam nelabvēlīgu laiku,
- 1980 : Trīs dienas pārdomām,
- 1980 : Lietu izbeigt noilguma dēļ, (Lituanie)
- 1981 : Faktas (Le Groupe sanguin zéro) d'Almantas Grikevičius : Schmidermann
- 1981 : Limousine dans les couleurs de la nuit de la Saint-Jean (Limuzīns Jāņu nakts krāsā) de Jānis Streičs
- 1982 : Aizmirstās lietas,
- 1982 : Mana ģimene,
- 1982 : Pats garākais salmiņš,
- 1982 : Tarāns,
- 1983 : Debesu vārti, (Mosfilm)
- 1983 : Šāviens mežā,
- 1984 : Kankāns angļu parkā, (Studio Dovjenko)
- 1984 : Mans draugs Sokrātiņš,
- 1985 : Dubultslazds,
- 1985 : Prettrieciens, (Studio Dovjenko)
- 1985 : Spēle notiks tik un tā,

- 1985 : Sprīdītis,
- 1986 : Aizaugušā grāvī viegli krist,
- 1986 : Slepenais kuģuceļš, (Studio d'Odessa),
- 1986 : Bailes,
- 1987 : Dīvainā mēnessgaisma,
- 1988 : Sēklis,
- 1988 : Par mīlestību pašreiz nerunāsim,
- 1989 : Cilvēka dienas,
- 1989 : Tapers,
- 1989 : Zītaru dzimta,
- 1991 : Mērnieku laiki,
- 1992 : Piejūras klimats,
- 1993 : Ziemassvētku jampadracis,
- 1996 : Rīgas jumpravas, (Norvège)
- 2000 : L'Été terrible (Baiga vasara) : Vilhelms Munters
- 2002 : Sauja ložu,
- 2004 : Es mīlu jūsu meitu!,
- 2006 : Ķīlnieks,
- 2007 : La Bataille de la Baltique (Rīgas sargi) d'Aigars Grauba : prêtre
- 2010 : Rūdolfa mantojums,
- 2012 : Golfa straume zem ledus kalna,

### Télévision
- 1968 : Le Glaive et le Bouclier (Щит и меч) de Vladimir Bassov : Officier allemand, as pilote de la Luftwaffe
- 1981 : Ilgais ceļš kāpās d'Aloizs Brenčs : Manfrēds
- 1985 : Les Farces d'Emil (Emīla nedarbi) de Varis Brasla : Anton Svenson
- 1997-2002 : Palīgā!, (série )
- 1997-2003 : Dzīvoklis, (série)
- 2002 : Viss kārtībā,
- 2003-2008 : Likteņa līdumnieki, (série)
- 2004 : L'Orchestre rouge d'Alexandre Aravine, série télévisée : chef de Giring
- 2002-2011 : Neprāta cena